# Novena Avenida (Manhattan)
La Novena Avenida (en inglés: Ninth Avenue), también conocida como Columbus Avenue entre las calles 59 y 110, es una avenida situada en el West Side de Manhattan, Nueva York. El tráfico discurre hacia el sur a lo largo de todo el tramo desde Chelsea hasta el Upper West Side, excepto las tres manzanas más al sur (desde Gansevoort Street hasta la Calle 14), en las que el tráfico discurre hacia el norte y procede de Greenwich Street.

## Descripción

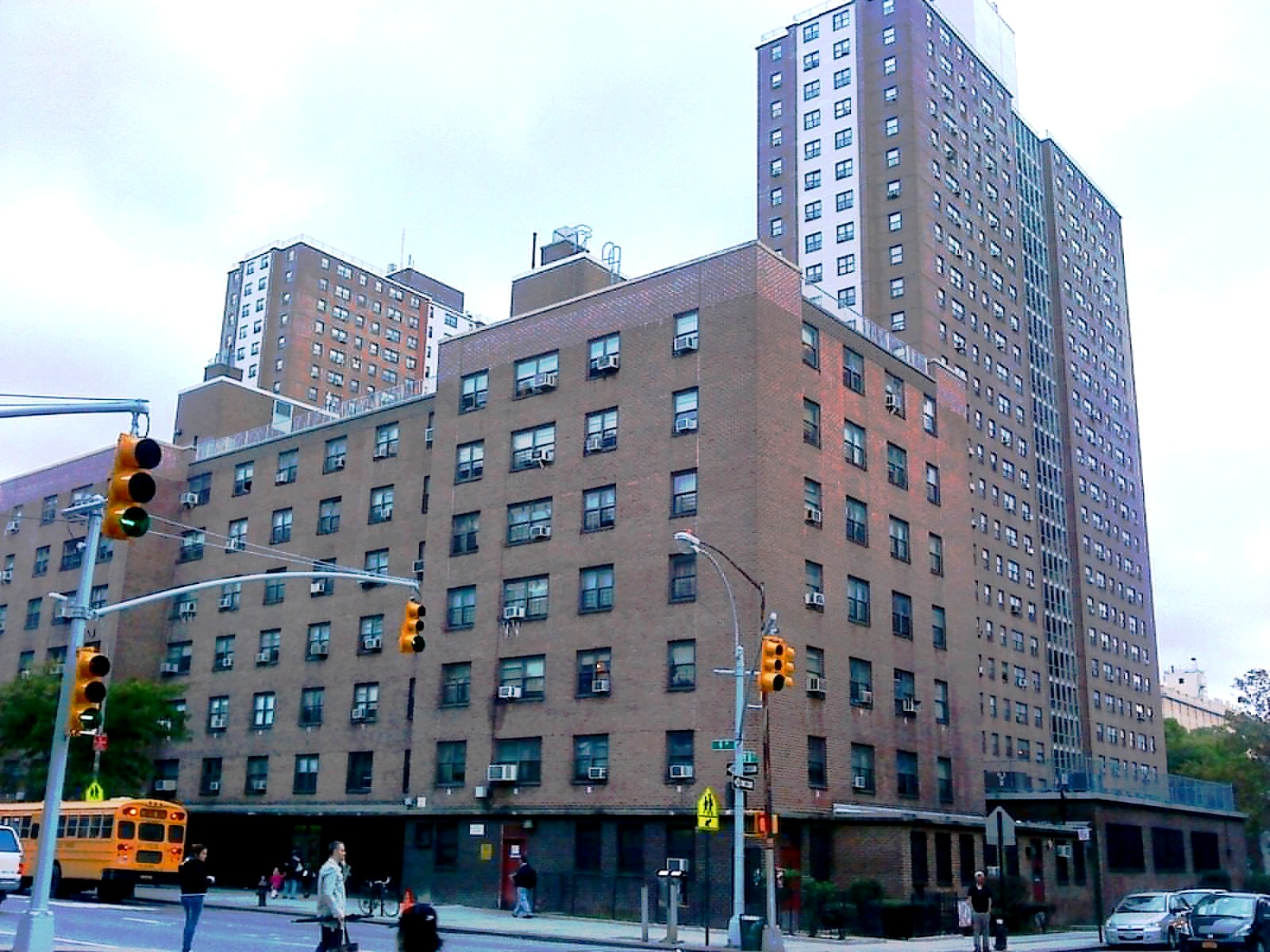
Las Fulton Houses de la New York City Housing Authority en la Calle 18.

La Novena Avenida empieza justo al sur de la Calle 14 en Gansevoort Street, en el West Village, y se dirige hacia el norte durante cuarenta y ocho manzanas hasta su intersección con la Calle 59, donde se convierte en Columbus Avenue, en honor a Cristóbal Colón. Continúa sin interrupciones a través del Upper West Side hasta la Calle 110, donde su nombre cambia de nuevo, en este caso a Morningside Drive, y sigue hacia el norte a través de Morningside Heights hasta la Calle 122.
Un tramo de una manzana de la Novena Avenida, entre las calles 15 y 16, también está rotulada como Oreo Way, debido a que las primeras galletas Oreo fueron fabricadas en 1912 en la antigua sede de Nabisco, ubicada en esa manzana.
La parte de la avenida entre las calles 14 y 31 fue remodelada en 2008 con un carril bici entre la acera este y el carril de estacionamiento, seguida por otro tramo entre las calles 77 y 96 en 2011.
Al norte del barrio de Lincoln Square —donde tiene su sede corporativa la cadena de televisión ABC en un grupo de edificios rehabilitados y modernos— Columbus Avenue atraviesa el distrito histórico de Central Park West, que se extiende desde las calles 67/68 hasta la Calle 89. En esta zona, la avenida presenta un paisaje urbano unificado formado por edificios de viviendas de entre cinco y siete plantas de ladrillos y arenisca marrón con discretos detalles neorrománicos e italianizantes, usando elementos de terracota y patrones de ladrillos en ángulo. Se conservan muchas cornisas adornadas de estaño. Los edificios están separados a mitad de manzana por estrechos callejones de acceso, que ofrecen atisbos de follaje de alianto en los patios hacia las calles laterales. Los repetidos diseños de tres o cuatro constructores comerciales especulativos, que usan los mismos elementos y detalles, acrecientan la unidad arquitectónica de la avenida. También se encuentran en esta zona varios edificios de apartamentos de gran tamaño anteriores a la Primera Guerra Mundial, el antiguo Endicott Hotel y una pequeña manzana comercial del estudio de McKim, Mead & White en la Calle 72.
Entre las calles 77 y 81, Columbus Avenue bordea el Museo Americano de Historia Natural y el Theodore Roosevelt Park.
La Novena Avenida reaparece en el barrio de Inwood como una corta calle de doble sentido constituida por dos tramos, separados por la playa de maniobras de la Calle 207 del Metro de Nueva York. El primer tramo discurre desde la Calle 201 hasta la Calle 208, terminando en el Inwood North Cove Park, junto al río Harlem, y el segundo tramo empieza en la Calle 215 y termina en Broadway, entre la calle 220 y el Puente de Broadway, en el lugar que correspondería a la Calle 221. Las direcciones a lo largo de este último tramo desde la Calle 201 hasta Broadway son contiguas con la porción inferior de la Novena Avenida.

## Historia

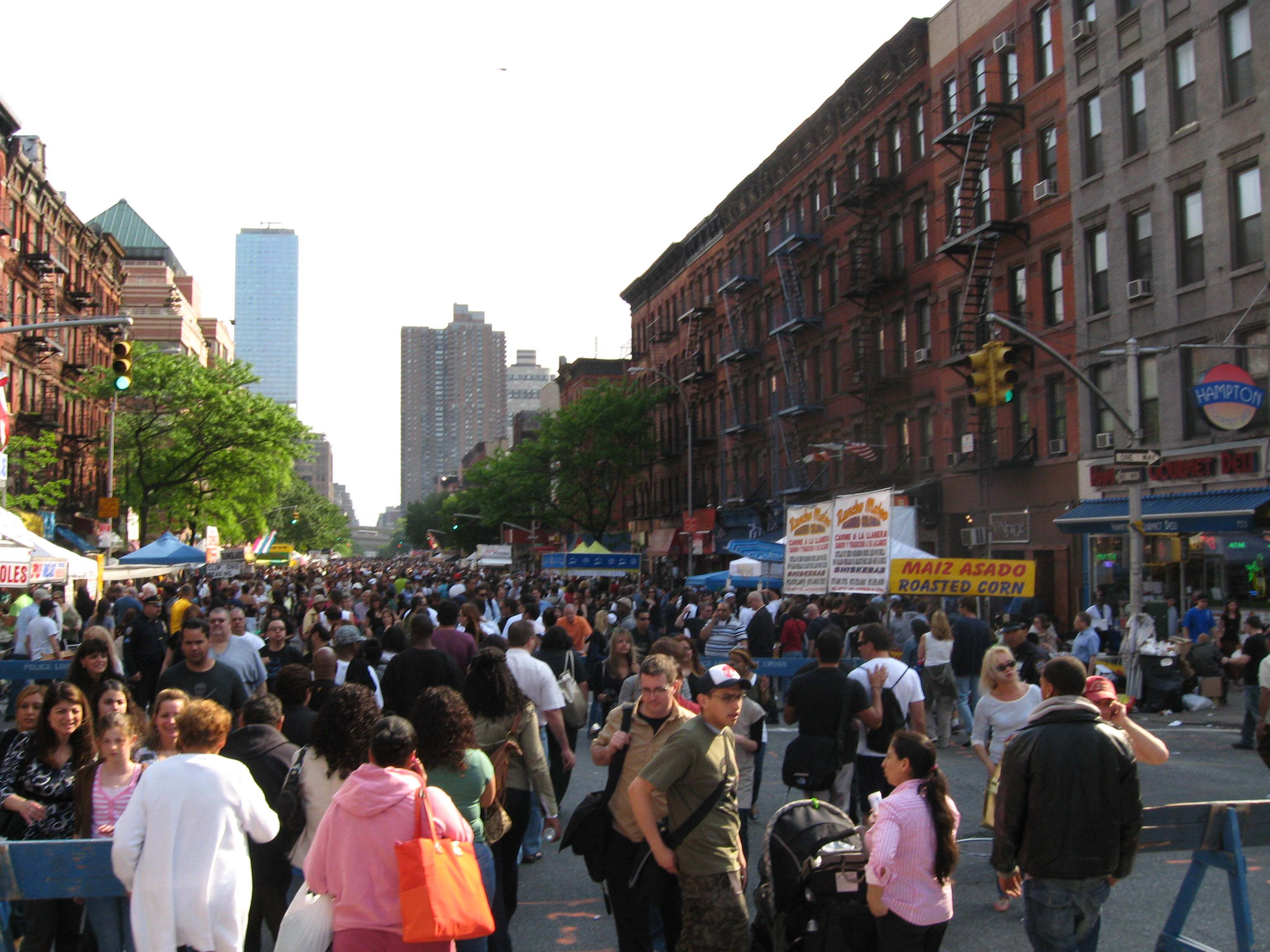
El Ninth Avenue International Food Festival.

La Línea IRT Ninth Avenue era un tren elevado que discurría por encima de la Novena Avenida, a partir del siglo xix. El alquiler de la línea fue asumido por la Interborough Rapid Transit Company (IRT) el 1 de abril de 1903. La línea funcionó hasta que fue cerrada y desmantelada en 1940, tras la compra de la IRT por el Ayuntamiento de Nueva York, dado que fue hecha redundante por la nueva Línea de la Octava Avenida del Metro de Nueva York.
La Novena Avenida y Columbus Avenue fueron convertidas en calles de sentido único hacia el sur en dos fases: al sur de su intersección con Broadway, el 6 de noviembre de 1948; y el tramo restante, hasta la Calle 110, el 6 de diciembre de 1951.
El Ninth Avenue International Food Festival se celebra cada año en mayo en la avenida.

## Lugares de interés
| - Alvin Ailey American Dance Theater, en la Novena Avenida y la Calle 55. - Museo Americano de Historia Natural. - Barrio de Chelsea. - Iglesia de San Pablo el Apóstol. - Iglesia de los Santos Apóstoles. - Universidad de Fordham. - Gansevoort Market. - Barrio de Hell's Kitchen. | - John Jay College. - Lincoln Center, en la intersección de Columbus Avenue y Broadway, cerca de la Calle 65. - Manhattan West. - Estación Moynihan. - Terminal de Autobuses de la Autoridad Portuaria, en la Calle 41. - Roosevelt Hospital. - Calle 66–Lincoln Center, la única estación de metro de la avenida, que sirve los trenes 1 y 2. |